# Alfred V. Aho
Alfred Vaino Aho (ur. 9 sierpnia 1941 w Timmins w Ontario) – kanadyjski informatyk pochodzenia fińskiego, fizyk i elektrotechnik najbardziej znany ze swoich teoretycznych prac nad językami programowania, kompilatorami, teorią automatów i algorytmiką, oraz książek poświęconych sztuce programowania komputerów.

## Życiorys
W 1963 ukończył z tytułem bakałarza studia na Uniwersytecie w Toronto, następne stopnie master oraz doktorski uzyskał na Uniwersytecie Princeton w USA. Po studiach od 1967 pracował w Bell Labs, gdzie wcześniej pracował także na letnich stażach.
W 1977 współtworzył język AWK oraz programów systemu UNIX. Wniósł do Uniksa szereg wdrożeń wyrażeń regularnych, m.in. we wspomnianym języku AWK oraz narzędziu egrep. Brał udział w opracowaniu wielu podręczników z dziedziny informatyki teoretycznej, w szczególności w zakresie: algorytmiki, teorii kompilacji, baz danych i programowania. W swojej pracy doktorskiej stworzył gramatykę indeksową oraz automat z zagnieżdżonym stosem jako model rozszerzający moc języków bezkonekstowych.
Od 1995 wykłada na nowojorskim Uniwersytecie Columbia. Zaprzyjaźniony z Brianem Kernighanem, z którym razem studiował oraz pracował w Bell Labs.

## Nagrody
W 1984 został Bell Labs Fellow, dwa lata później Fellow of AAAS. W 1988 został IEEE Fellow, a w 1996 ACM Fellow. Jest członkiem amerykańskiej National Academy of Engineering (NAE).
W 2003 roku otrzymał przyznawany przez IEEE Medal Johna von Neumanna. W 2017 razem z Johnem Hopcroftem i  Jeffreyem Ullmanem otrzymał C&C Prize przyznawaną przez firmę NEC. W 2020 został wraz z Ullmanem wyróżniony przyznawaną przez ACM Nagrodą Turinga za rok 2020.